# Joe Wildsmith
Joseph Charles „Joe“ Wildsmith (* 28. Dezember 1995 in Sheffield) ist ein englischer Fußballspieler auf der Position des Torwarts.

## Karriere

### Vereinskarriere
Wildsmith spielte in der Jugend von Sheffield Wednesday, bis er 2014 für ein halbes Jahr auf Leihbasis zu Alfreton Town wechselte. Bei Leihrückkehr wurde er in die erste Mannschaft befördert, wo er ein Jahr spielte, um dann für nur einen Monat an Barnsley verliehen zu werden. Bis er 2022 blieb er in Sheffield wechselte dann jedoch zu Derby County. Seit 1. Juli 2024 ist Wildsmith vereinslos.

### Nationalmannschaft
Wildsmith absolvierte ein Spiel für die englische U20-Nationalmannschaft.